# هاينز كروغيل
هاينز كروغيل (بالألمانية: Heinz Krügel) (من مواليد 24 أبريل 1921 في تسفيكاو بألمانيا، وتوفي في 27 أكتوبر 2008) هو لاعب ومدرب كرة قدم ألماني سابق.
درب العديد من الأندية الأوربية. كان أبرزها نادي ماغديبورغ والذي فاز معه بلقب كأس الكؤوس الأوروبية في عام 1974.

## روابط خارجية
- هاينز كروغيل على موقع قاعدة بيانات كرة القدم.إي يو (الإنجليزية)
- هاينز كروغيل على موقع عالم كرة القدم.نت (الإنجليزية)